# Nordfyns Bank
Nordfyns Bank er en dansk lokalbank med 8 afdelinger på Nordfyn samt i Odense. I 2016 havde banken et resultat på 46mio. kr. og beskæftigede 108 ansatte.
Banken blev grundlagt som Bogense Bank i 1897 af en gruppe lokale selvstændige. I 1936 fusionerede banken med Nordfyns Handels- og Landbobank, men skiftede først i 1985 navn til det nuværende.
Nordfyns Bank er noteret på Københavns Fondsbørs og ejes af ca. 6.500 aktionærer.